# Els testimonis de Putin
Els testimonis de Putin (originalment en rus, Свидетели Путина) és una pel·lícula documental del 2018 sobre l'ascens al poder de Vladímir Putin. Es tracta d'una producció entre Letònia, Suïssa i Txèquia dirigida per Vitali Manski. S'ha subtitulat al català.
Manski havia estat contractat per seguir i gravar la primera campanya del polític rus. A través de material d'arxiu personal rodat al llarg de l'any 2000 i de testimonis propers a la figura de Putin, Vitali Manski valora les veritables i conseqüències de l'entramat polític que va fer pujar Putin al poder.
El documental ha estat reconegut a certàmens com el Festival Internacional de Cinema de Toronto de 2018; el Festival Internacional de Cinema de Camden de 2018; el Festival Internacional de Programes Audiovisuals Documentals de Biarritz de 2019; el Festival Internacional de Cinema Documental d'Amsterdam de 2018; el Festival Internacional de Cinema de Karlovy Vary de 2018 i Festival Internacional de Cinema d'Estocolm de 2018.